# Плауман, Майкл Ричард
Майкл Ричард Плауман (англ. Michael Richard Plowman; род. 20 июля 1965, Лондон, Англия, Великобритания) — английский композитор и дирижёр.

## Ранняя жизнь
Родился и вырос в Лондоне. С раннего возраста начал играть на музыкальных инструментах, всего в три года уже умел играть на трубе. В школьные годы выступал в джаз-группах, в 16 заключил свой первый контракт с музыкальной компанией и выпустил свой альбом с классической музыкой — «The Now Sounds of Today».

## Карьера
С середины 1990-х писал музыку к телевизионным шоу и фильмам. Первая крупная работа на телевидении — «Зона 51», экранизация рассказа Стивена Кинга, вышедшая на телеэкраны в 1997 году.
В 2002 году написал саундтрек к игре Tom Clancy’s Splinter Cell.
В 2009 году получил премию «Джемини» в категории «Лучшая музыка к драматической программе, мини-сериалу или телевизионному фильму».

## Фильмография
| Год  | Название на русском           | Оригинальное название              | Режиссёр             |
| ---- | ----------------------------- | ---------------------------------- | -------------------- |
| 1997 | Зона 51 (ТВ-фильм)            | Trucks                             | Крис Томсон          |
| 2007 | Гнев земли                    | Something Beneath                  | Дэвид Уиннинг        |
| 2008 | Одиссей и остров туманов      | Odysseus and the Isle of the Mists | Терри Ингрэм         |
| 2008 | Охота на вервольфа (ТВ-фильм) | Never Cry Werewolf                 | Брентон Спенсер      |
| 2009 | Полярная буря (ТВ-фильм)      | Polar Storm                        | Пол Зиллер           |
| 2009 | Опасный человек               | A Dangerous Man                    | Киони Ваксман        |
| 2010 | Поймать, чтобы убить          | Hunt to Kill                       | Киони Ваксман        |
| 2010 | Потерянное будущее (ТВ-фильм) | The Lost Future                    | Микаэль Саломон      |
| 2011 | Эпоха героев                  | Age of Heroes                      | Эдриан Виториа       |
| 2011 | Тактическая сила              | Tactical Force                     | Адамо Культраро      |
| 2012 | Максимальный срок             | Maximum Conviction                 | Киони Ваксман        |
| 2013 | Обман                         | Absolute Deception                 | Брайан Тренчард-Смит |
| 2013 | Карательный отряд             | Force of Execution                 | Киони Ваксман        |
| 2015 | Отпущение грехов              | Absolution                         | Киони Ваксман        |
| 2016 | Под прицелом                  | End of a Gun                       | Киони Ваксман        |
| 2016 | Контракт на убийство          | Contract to Kill                   | Киони Ваксман        |
| 2017 | Убийство Салазара             | Cartels / Killing Salazar          | Киони Ваксман        |